# Réveillon-upploppen

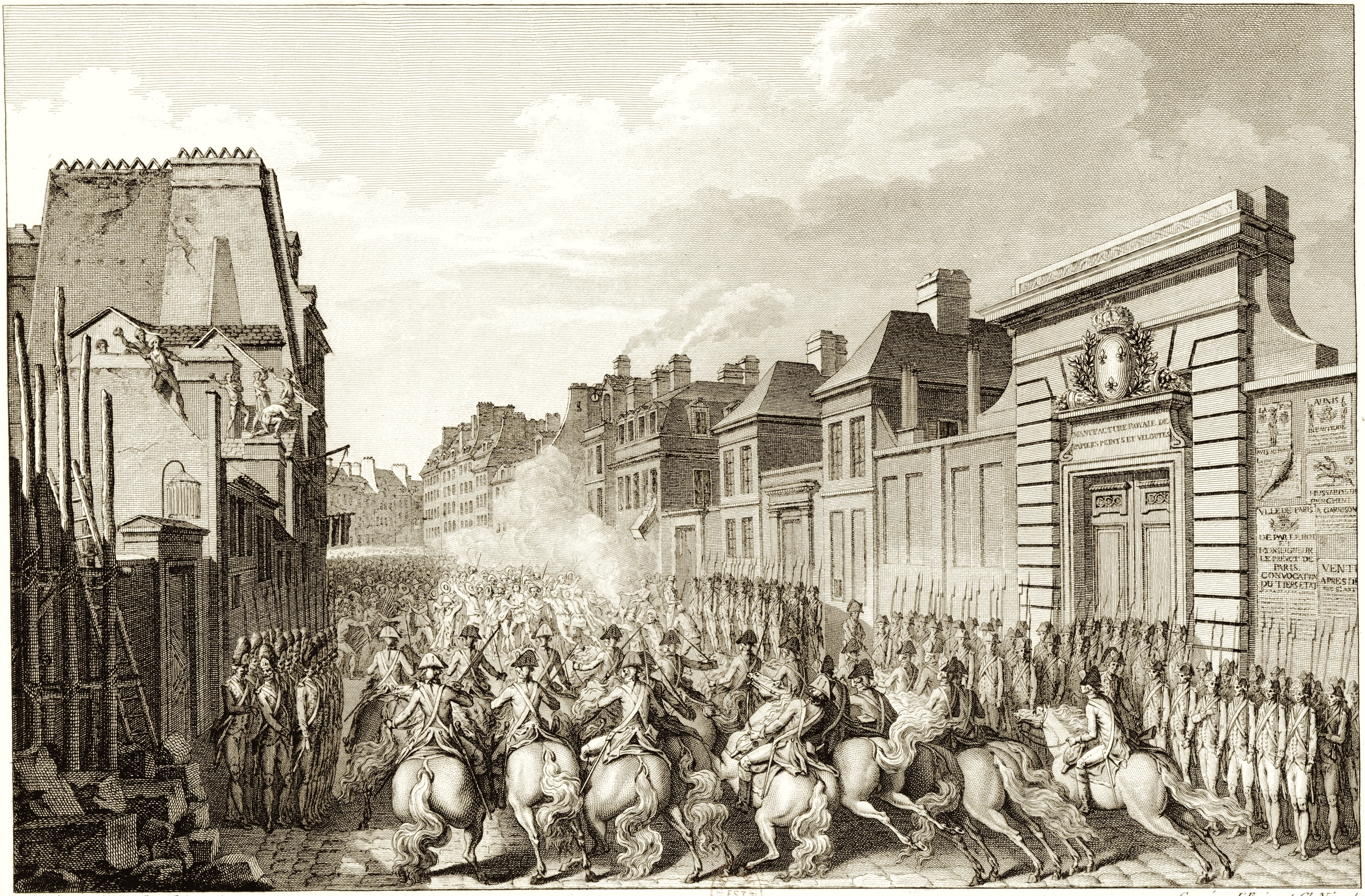
Réveillon-upploppen.

Réveillon-upploppen ägde rum i St. Antoine-distriktet i Paris mellan den 26 och 29 april 1789.
Upploppen utbröt sedan rykten cirkulerat om Jean-Baptiste Réveillons tapetfabrik i St. Antoine, som var en betydande arbetsgivare med runt 300 anställda, planerade att sänka sina anställdas löner. Réveillon-upploppen betraktas som en av de första våldsutbrotten som ledde upp till franska revolutionen. 